# 火線救護
火線救護（かせんきゅうご）とは、日本の陸軍の制度のひとつで、軍医による第一線での負傷兵の救護活動のこと。本記事では、主として第二次世界大戦ごろの火線救護について述べる。

## 概要
日本陸軍には負傷兵の治療をするための野戦病院があったが、独自の輸送組織・兵站組織を有しないため、自身では負傷兵を効率的に後送する事も、負傷兵に温食給食や新しい衣服を与える事もできなかった。
日本陸軍においては第一線での応急措置を重視し、これを「火線救護」と呼んだ。戦時編成の歩兵一個大隊(約1200名)ごとに第一線での応急措置にあたる軍医1名と、軍医1名を配属した「仮繃帯所」が設けられていた。この軍医2名が日本陸軍の定めた定員であり、仮繃帯所の軍医は甲軍医、第一線の軍医は乙軍医と呼ばれた。さらに、臨時に「患者収容班」を作って、第一線、仮繃帯所、野戦病院の間で負傷兵を運ばせることがあった。
なお、日本陸軍における軍医の制度については軍医 (日本)#帝国陸軍を参照。

## 甲軍医
甲軍医の任務は、1名の衛生下士官とともに、大隊本部後方の 「仮繃帯所」で第一線から下がってきた負傷兵の応急措置を行うことだった。

### 患者収容班
大隊の衛生部員は軍医の他に、衛生下士官1名・衛生兵8名が定員とされていたが、定員が満たされていたとしても全兵員数の1%に満たなかった。そのため、大隊長の命令で、大隊の予備兵力(ふつうは一個中隊)の中から「担架兵教育」終了者を集めて「患者収容班」を編成し、甲軍医の指揮命令下におくことができた。収容班の半分は火線(最前線)で患者を収容して、甲軍医が従事している「仮繃帯所」に移送する役目を担った。別の半分は「仮繃帯所」から、さらに後方の「聨隊治療所」か、「師団衛生隊患者収容所」に負傷兵を担送する役目を担った。
担架は2名の兵が担送する「二人伍」 、3名で担送する「三人伍」、4人の兵が担送する「四人伍」とがあった。負傷兵の所持する兵器・弾薬・装具などは、可能な限り収容しなければならないので、「三人伍」か「四人伍」 が担架の基本であった。
予備中隊から患者収容班の人員を出す場合、四人伍では、せいぜい担架20組が限界であった。それを「火線よりの担送」と「仮繃帯所よりの後送」に配置すると、担架10組が大隊が最前線に配置できる患者収容能力の限界であった。
担架の構成人数にかかわらず（「二人伍」でも 「四人伍」 でも）、担架の移動能力は1時間にせいぜい1キロメートルであった。そのため、1日の移動距離の限界は、「二人伍」「三人伍」で4キロメートル、「四人伍」で8キロメートルと定められていた。この移動能力の制限のため、「師団衛生隊患者収容所」の設置位置は、最前線から4キロ後方が標準であった。

### 師団衛生隊患者収容所と師団野戦病院
「師団患者収容所」には担架中隊、もしくは車両中隊が付属しており、負傷兵は収容所で治療して前線に復帰させるか、それが難しい場合には「師団野戦病院」に搬送された。
師団野戦病院の数は、四単位制師団(歩兵聨隊が一個師団に四個存在) の場合は四個、三単位制師団の場合は三個、設置される。すなわち原則として、一個歩兵聨隊を一個野戦病院が担当した。しかし、戦時編成の歩兵聨隊の兵員数は4千名ほどであり、最大患者収容数2百名の野戦病院では、激戦になると、たちまち患者治療能力・患者後送能力が機能マヒに陥った。

## 乙軍医
乙軍医の任務は、各中隊附衛生兵を指導・監督するとともに、第一線の銃火の中で、負傷兵の応急措置を担当し、状況により、負傷兵の戦線離脱を許可した。原則として兵は直属の将校の許可がなければ後方に下がることは許されなかったが、乙軍医はこれとは別に、独自の判断で負傷兵を後方に下げることができた。
乙軍医の重要な任務は、軽傷者を可能な限り火線において応急処置を施し、そのまま前線において戦闘を継続させることだった。そのために日本陸軍の軍医部において、もっとも重視されたのは、乙軍医の治療能力であった。平時には、軍医学校乙種学生として、ほとんど一年間をかけて「火線救護」を教育した。
しかし、「火線救護」にあたる乙軍医は、当然のことながら、自身が負傷・もしくは戦死してしまう可能性が高い。はっきり言えば、聨隊以下の尉官級の「隊附軍医」は、消耗品であった。しかも、日本陸軍の軍医不足は決定的であり、ほとんどの大隊では、乙軍医は欠員であった。